# Sophia Anne Caruso

Sophia Anne Caruso, 2023

Sophia Anne Caruso (* 11. Juli 2001 in Spokane, Washington) ist eine US-amerikanische Musicaldarstellerin und Filmschauspielerin.

## Leben
Sophia Anne Caruso spielt seit ihrer Kindheit Theater. 2012 kam sie mit ihrer Familie nach New York City. Ab 2013 spielte sie in Musicals und war ab 2015 am Off-Broadway in den Stücken The Nether und Lazarus zu sehen. Ab 2018 spielte sie die „Lydia Deetz“ im Broadway-Musical Beetlejuice, wofür sie mit einem Theatre World Award ausgezeichnet wurde.
2022 spielte sie die Hauptrolle der „Sophie“ im Fantasyfilm The School for Good and Evil. Im Januar 2025 wurde bekannt, dass sie die Rolle einer der Antagonisten als Miss Goldenweek in der zweiten Staffel des Netflix Originals One Piece spielen wird.

## Filmografie (Auswahl)
- 2015: Jack of the Red Hearts
- 2016: 37
- 2022: The School for Good and Evil